# The Partridge Family Album
The Partridge Family Album è il primo album in studio del gruppo musicale statunitense Partridge Family Band, pubblicato nel 1970. Venne ripubblicato anche con il titolo Only a Moment Ago.

## Tracce
1. Brand New Me – 2:38
2. Point Me in the Direction of Albuquerque – 3:51
3. Bandala – 3:09
4. I Really Want to Know You – 3:02
5. Only a Moment Ago – 2:37
6. I Can Feel Your Heartbeat – 2:06
7. I'm on the Road – 2:50
8. To Be Lovers – 2:56
9. Somebody Wants to Love You – 4:09
10. I Think I Love You – 3:17
11. Singing My Song – 2:13

## Formazione
- David Cassidy - voce
- Shirley Jones - voce
- Louis Shelton - chitarra
- Max Bennett - basso
- Larry Knechtel - tastiera elettronica
- Cubby O'Brien - batteria